# Barrancos
Barrancos (bɐ'rɐ̃kuʃ o bɐ'ʁɐ̃kuʃ) è un comune portoghese di 1 924 abitanti situato nel distretto di Beja.

## Società

### Evoluzione demografica
| Popolazione di Barrancos (1801 – 2011) | Popolazione di Barrancos (1801 – 2011) | Popolazione di Barrancos (1801 – 2011) | Popolazione di Barrancos (1801 – 2011) | Popolazione di Barrancos (1801 – 2011) | Popolazione di Barrancos (1801 – 2011) | Popolazione di Barrancos (1801 – 2011) | Popolazione di Barrancos (1801 – 2011) | Popolazione di Barrancos (1801 – 2011) | Popolazione di Barrancos (1801 – 2011) |
| -------------------------------------- | -------------------------------------- | -------------------------------------- | -------------------------------------- | -------------------------------------- | -------------------------------------- | -------------------------------------- | -------------------------------------- | -------------------------------------- | -------------------------------------- |
| 1801                                   | 1849                                   | 1900                                   | 1930                                   | 1960                                   | 1981                                   | 1991                                   | 2001                                   | 2004                                   | 2011                                   |
| 2 094                                  | 2 042                                  | 2 659                                  | 3 210                                  | 3 429                                  | 2 157                                  | 2 052                                  | 1 924                                  | 1 825                                  | 1 834                                  |

## Freguesias
- Barrancos